# Karenjy

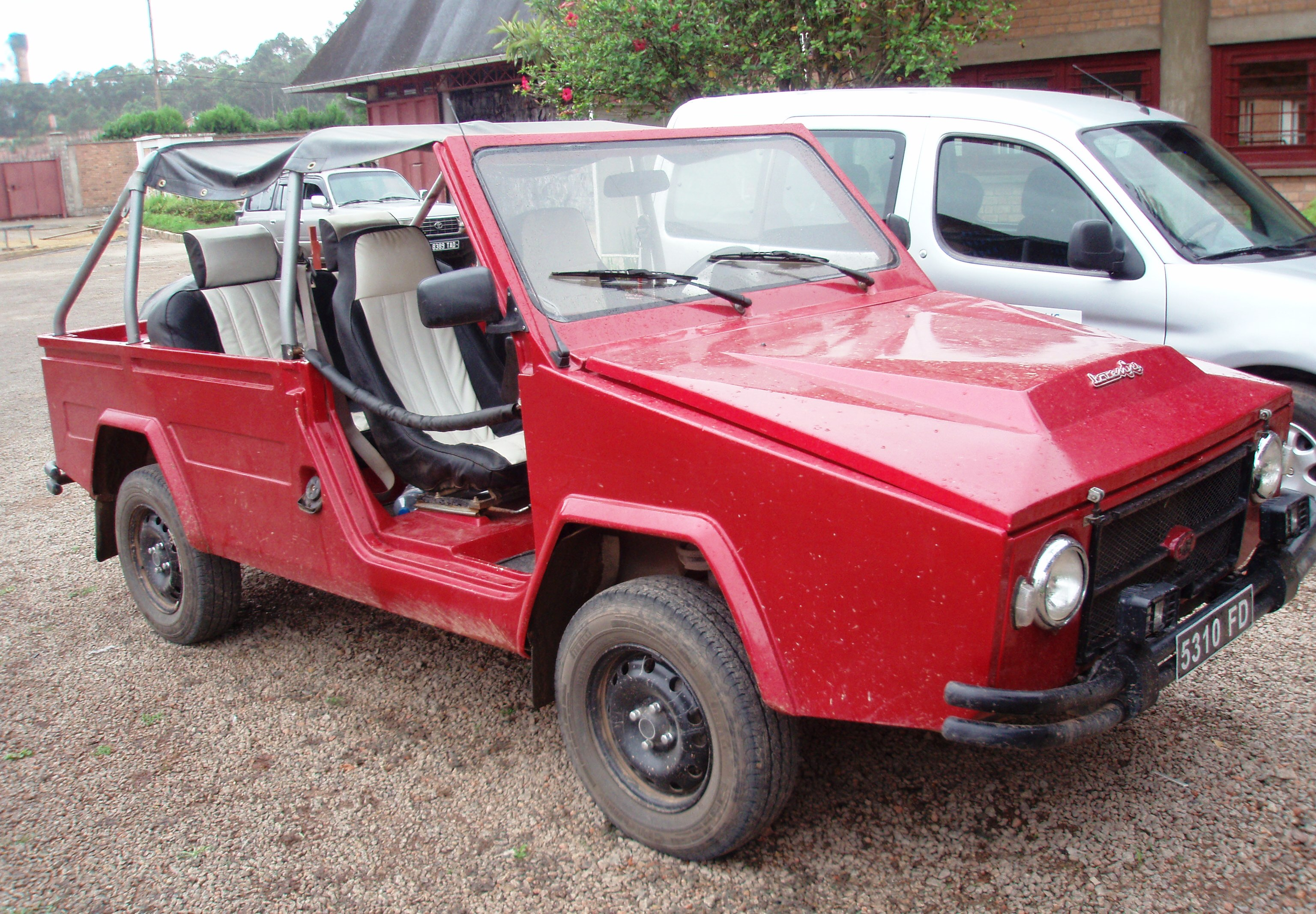
Karenjy Mazana

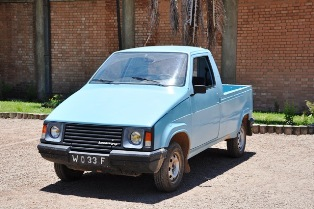
Karenjy Faoka als Pick-up

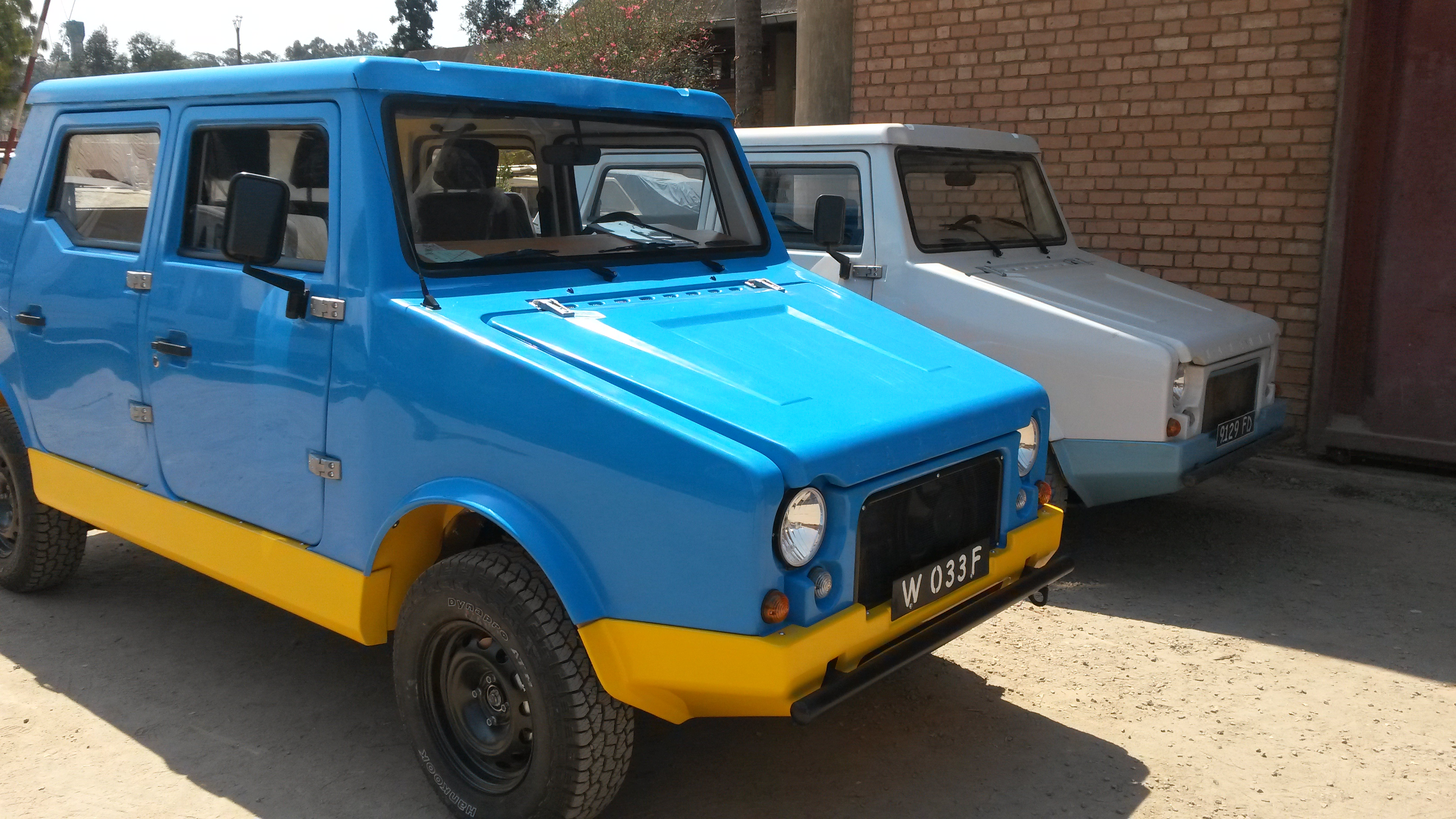
Karenjy Mazana II

Karenjy ist eine Automarke aus Madagaskar, die mit einer Unterbrechung seit 1985 existiert. Karenjy bedeutet auf Deutsch Spaziergang. Das Logo zeigt ein Zebu.

## Markengeschichte

### Ab 1984
Institut Malagasy de l'innovation, kurz IMI, (deutsch: staatliches Institut für Innovationen) begann 1984 mit der Entwicklung von Automobilen. Der damalige Staatspräsident Didier Ratsiraka förderte und unterstützte das Projekt. Projektmanager war Rabearivelo Andriamalagasy. Die Produktion begann 1985. Sie fand in der Werkstatt Fiarafy in Fianarantsoa statt. Der Markenname lautete Karenjy. Geplant war, jährlich 500 Fahrzeuge herzustellen. Außerdem sollten komplette Produktionsanlagen an andere afrikanische Staaten verkauft werden, was jedoch scheiterte. 1985 wurden Fahrzeuge auf dem Automobilausstellung Mondial de l’Automobile in Paris präsentiert. Zum Zeitpunkt der Aufgabe der Produktion gibt es unterschiedliche Angaben von 1988 bis 1995 – das heutige Unternehmen gibt 1993 an.
1989 wurde der Papst Johannes Paul II. bei seinem Besuch in Madagaskar in einem Karenjy gefahren.

### Seit 2009
L'atelier de fabrication mécanique et automobile Soatao fertigt seit 2009 im gleichen Werk wieder Automobile in Handarbeit. Direktor ist Luc Ronssin. 2011 gab es 15 Mitarbeiter und später etwa 70. Pro Jahr entstehen einige Dutzend Fahrzeuge. Die jährliche Produktionszahl soll bis 2017 auf 200 steigen.

## Modelle
1985 gab es den Mazana. Dies war ein Geländewagen mit Allradantrieb. Ein Vierzylinder-Dieselmotor von Renault mit 2068 cm³ Hubraum trieb die Fahrzeuge an. Das Getriebe hatte fünf Gänge.
Gleichzeitig gab es den Iraka. Laut einer Quelle ähnelte er dem VW Käfer. Er hatte einen Vierzylinder-Ottomotor von Renault mit 1397 cm³ Hubraum und nur Zweiradantrieb.
Darüber hinaus ist das Modell Faoka in den Ausführungen als Kleintransporter, Lanja als Limousine und Kalesa als Cabriolet genannt.
1987 gab es den Prototyp Tilly, der in Zusammenarbeit mit Teilhol entwickelt wurde. Sein Dieselmotor kam vom Citroën BX.
Seit 2009 gibt es den Tily, der auf Renault 18 und Renault Express basiert.
2014 wurde der Mazana II präsentiert, der 2016 auch angeboten wird. Dies ist ein allradgetriebener Geländewagen mit einem Vierzylinder-Dieselmotor von der Groupe PSA. Er leistet aus 1600 cm³ Hubraum 112 PS. Abbildungen zeigen einen viertürigen Pick-up mit Doppelkabine, der 420 cm lang ist.
Außerdem wird erneut ein Modell namens Lanja genannt, diesmal mit einem Benzinmotor vom Renault Express, der auf Bestellung hergestellt wird. Der Motor mit 1108 cm³ Hubraum leistet 47 PS.

## Technische Daten der Modelle Iraka und Mazana
| Modell                               | Iraka carrossé | Iraka décapotable | Mazana carrossé | Mazana décapotable |
| Radstand (mm)                        | 2350           | 2350              | 2350            | 2350               |
| Spurweite (mm)                       | 1416           | 1416              | 1416            | 1416               |
| Länge (mm)                           | 3740           | 3740              | 3740            | 3740               |
| Breite (mm)                          | 1646           | 1646              | 1646            | 1646               |
| Höhe (mm)                            | 1665           | 1700              | 1665            | 1700               |
| Leergewicht (kg)                     | 1000           | 900               | 1200            | 1100               |
| Achslastverteilung (kg) vorne hinten | 380 620        | 330 570           | 470 730         | 420 680            |
| zulässiges Gesamtgewicht (kg)        | 1400           | 1300              | 1750            | 1650               |
| zulässige Anhängelast (kg)           | 2150           | 2050              | 2350            | 2250               |